# Hidroavió

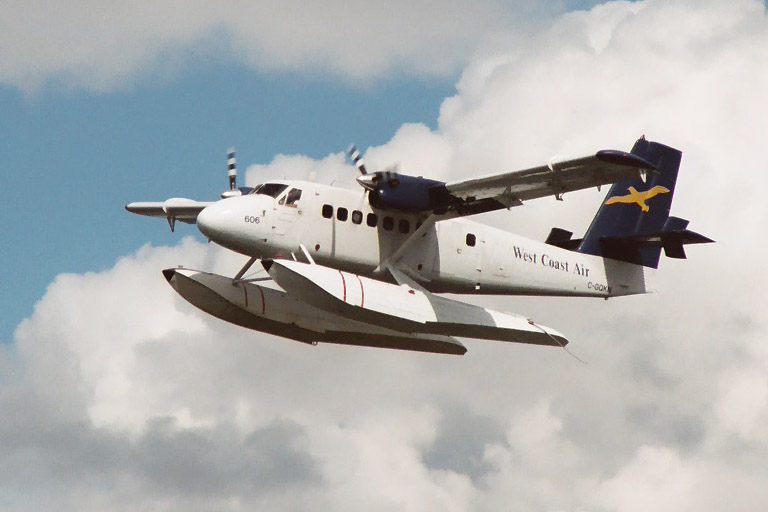
Hidroavió DHC-6 Twin Otter

Un hidroavió (en anglès, seaplane) és una aeronau que té la capacitat d'enlairament o aterratge en una superfície aquàtica.

## Tipus
Segons la seva configuració existeixen dues tipologies d'hidroavions:
- L'hidroavió amb flotadors, té un fuselatge semblant al de qualsevol altre avió o avioneta però compta amb dos flotadors a sota del fuselatge, que li permeten aterrar o enlairar-se de l'aigua fent la mateixa funció que el pont d'aterratge amb rodes a terra. En aquests tipus d'avions només els flotadors estan en contacte amb l'aigua, mantenint el fuselatge fora de l'aigua. Això permet modificar avions lleugers com una avioneta perquè pugui operar des de la superfície de l'aigua. Com a desavantatges tenen que els flotadors fan minvar l'aerodinàmica de l'avió, fent baixar la velocitat màxima i el ritme d'ascens, per altra banda només poden enlairar-se o aterrar en condicions d'onatge suau.

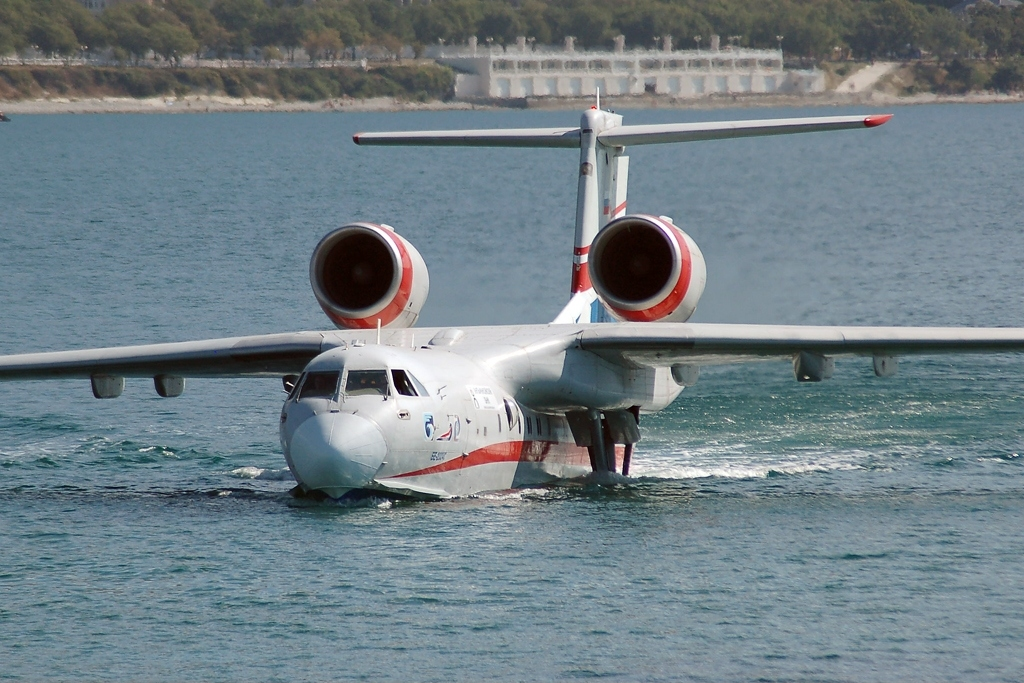
Hidrocanoa amfíbia russa Beríev Be-200, amb propulsió a reacció.

- L'hidrocanoa té un fuselatge dissenyat per a poder flotar, semblant al d'un vaixell, així doncs és el fuselatge el que està en contacte amb l'aigua i genera la major part de la flotabilitat. La majoria d'hidrocanoes compten també amb petits flotadors a les ales per mantenir-los estables a l'aigua. Tots els hidroavions grans són d'aquest tipus, ja que permeten envolar més pes i millors característiques de vol.

Un avió amfibi pot enlairar-se tant des de pistes d'enlairament convencionals com des de l'aigua. Existeixen diversos hidrocanoes i alguns hidroavions amb flotadors que tenen trens d'aterratge retractables o rodes dins els flotadors que els permeten actuar des de pistes normals.

## Història

### Orígens
El 28 de març del 1910, l'enginyer francès Henri Fabre va volar per primer cop en un hidroavió anomenat Le Canard (en francès, l'ànec). En aquest aparell va utilitzar una sèrie d'estructures i conceptes que, serien molt utilitzats a partir d'aquell moment en el disseny d'hidroavions. Le Canard estava construït amb tela i fusta i portava un sistema de tres flotadors articulats per tires elàstiques. El motor, un Gnome de 50 c.v. estava posat a la part del darrere per evitar que l'oli del motor anés a parar sobre el pilot. El Canard es va enlairar des de la Llacuna de Berre, a Martigues, França pilotat pel mateix Henri Fabre, qui mai havia pilotat ni volat abans aconseguint fer un vol d'uns 500 metres al primer intent i d'uns 800 metres al segon.
Glenn Hammond Curtiss, de Hammondsport, Nova York, va aconseguir al gener del 1911 ser el primer americà a desenvolupar i fer volar un hidroavió, rebent l'encàrrec de dos aparells per l'exèrcit nord-americà.

### Guerres mundials
Durant la Primera i Segona Guerra Mundial, les Marines de Guerra van utilitzar els hidroavions pel reconeixement i lluita antisubmarina (un exemple poc conegut amb aquests usos és l'alemany Heinkel He 59). Molts cuirassats i creuers portaven una o dues catapultes per llençar els hidroavions de reconeixement o per seguir als blancs fora de l'horitzó i així poder-los disparar gràcies a l'allargada dels canons.
El Japó va arribar a construir un submarí per transportar hidroavions Aichi M6A que poguessin bombardejar les preses del Canal de Panamà. Tot i això en la Guerra del Pacífic de la Segona Guerra Mundial els hidroavions foren utilitzats especialment tant per americans com japonesos en missions de reconeixement.

### Usos moderns

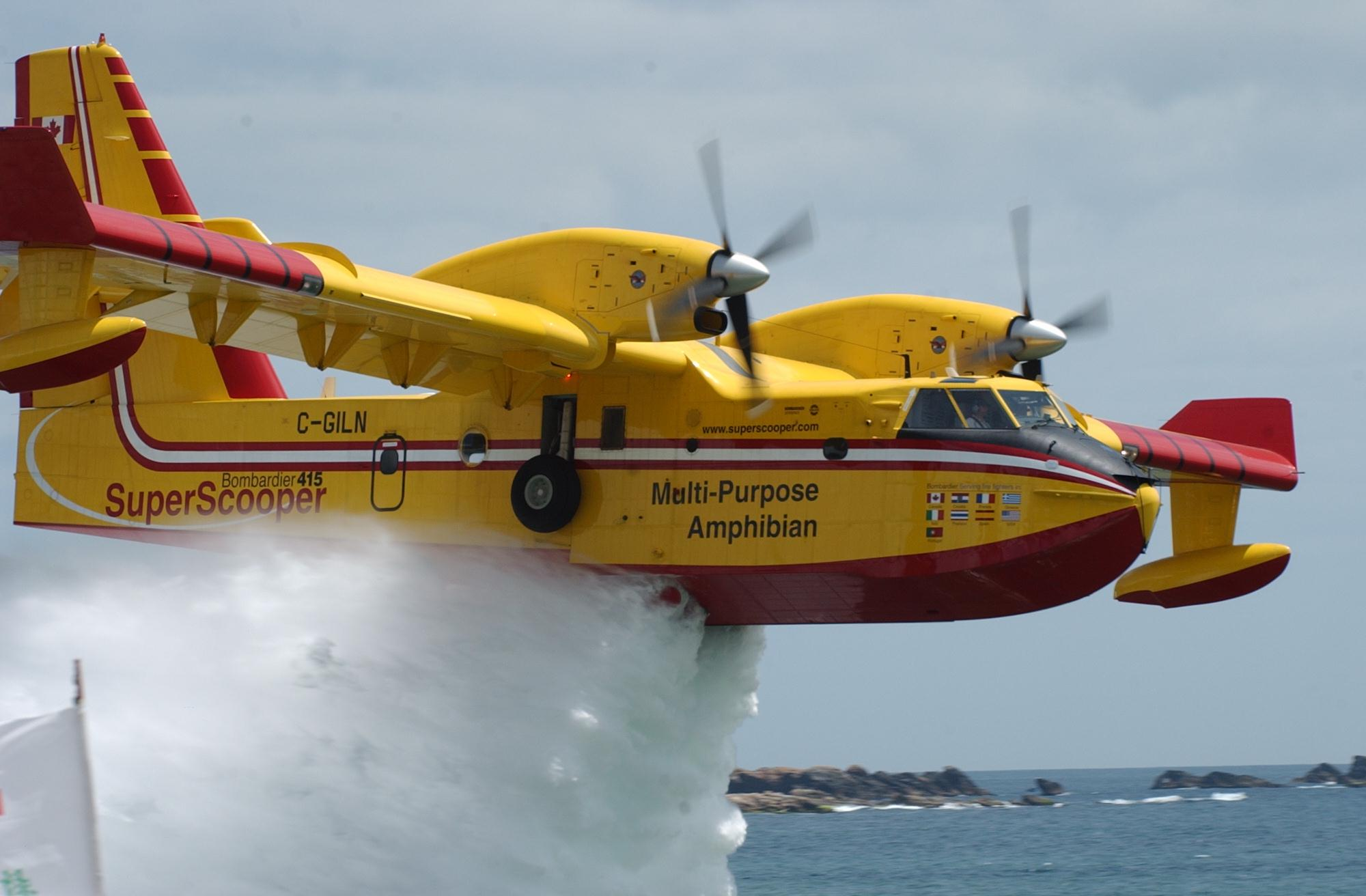
Hidroavió Canadair CL-415 amb propulsió per turbohèlices, utilitzat per a l'extinció d'incendis.

Després de la Segona Guerra Mundial i degut al gran desenvolupament dels avions comercials convencionals l'interès pels hidroavions va disminuir. El seu ús i desenvolupament s'ha mantingut per a funcions especialitzades com per exemple l'extinció d'incendis.
Per altra banda diversos models d'avioneta compten amb versions equipades amb flotadors, aquests hidroavions lleugers s'utilitzen en àrees aïllades com illes o àrees poc humanitzades que sovint no disposen d'aeroports o aeròdroms.